# 金賢哲
金賢哲（韓語：Kim Hyun Chul，1969年6月14日—），韓國創作歌手、作詞家、作曲家、音樂製作人。他被搖滾音樂歌手李承哲譽為「天才製作人」，曾為多位知名歌手IU、李素羅等製作歌曲，是一位資深音樂製作人。20歲時發表的出道專輯《金賢哲 Vol.1》至今獲受韓國大眾的喜愛。

## 早年經歷
金賢哲跟隨在建築公司工作的父親在沙烏地阿拉伯度過了小學時光，通過現場工人見到了吉他和鼓手。他用在當地生活的叔叔送的吉他和民謠大百科學會了吉他演奏法。從愛好演奏鼓樂的大叔那裏學到古樂的節奏感。 
彥北中學2年級時，金賢哲作爲代表參加班歌作曲大賽時創作了第一部作品。
高中時期，金賢哲迷上了趙東振的音樂，還有民謠。啟發他創作第一張專輯收錄曲〈早晨香氣(아침향기)〉。
帶領他走向混合爵士樂世界，是念高三的哥哥借給他的盒式磁帶。磁帶中賴瑞·卡爾頓，鮑勃•詹姆斯等的音樂影響了他。影響金賢哲的音樂家有GRP唱片旗下藝人戴夫·格魯辛，李·里騰諾，另外還有派特・麥席尼等。

## 演藝生涯
金賢哲巧遇趙東振的弟弟趙東益，趙東益介紹他給野菊花(樂團)崔盛元等人認識。在崔盛元的提議下，就讀弘益大學工科大一年級的金賢哲替知名歌手朴學基創作〈季節就這樣落下(계절은 이렇게 내리네)〉
到東亞企劃領取作曲費的時候，社長金英提議出專輯。1989年發表第一張專輯。
金賢哲曾替李素羅等人發唱片，兩人的合作曲〈你心中的藍色(그대안의 블루)〉是當代經典老歌。
目前擔任慶熙大學現代音樂系教授。2007年，2013-2018年在MBC FM4U電台擔任《午後的發現》DJ。
因為聽說日本DJ們經常播放他的專輯，金賢哲因而受到鼓舞，去年5月重新開始創作，準備第十張個人專輯《10th-preview》。這是金賢哲繼2006年發表第9張專輯《Talk about love》，時隔13年發表專輯，同時是出道三十周年專輯。

## 音樂評價與影響
金賢哲的音樂主要結合美國融合爵士樂和柔和爵士樂，其次為巴薩諾瓦、華爾滋等多樣音樂風格。近代被評論其為韓國城市流行(City pop)代表。對此，金賢哲接受採訪表示，他在創作音樂的時候完全不知道有城市流行音樂一詞。
1989年金賢哲發表第一張專輯《金賢哲Vol.1》，巴薩諾瓦曲風的主打曲〈開往春川的火車(춘천가는 기차)〉和收錄曲曲風被當時音樂界視為實驗性強烈的音樂。金賢哲從〈開往春川的火車(춘천가는 기차)〉和〈鄰居(동네)〉獲得大量人氣。
2007年韓國大眾音樂100大專輯中，《金賢哲Vol.1》排行第17名。評論如下：
|  | 這是1989年的作品，金賢哲在滿20歲的年紀發行的首張專輯。因天才音樂家的登場而轟動歌壇的作品。主打歌〈開往春川的火車(춘천가는 기차)〉和〈鄰居(동네)〉廣受歡迎。 |

2008年韓國大眾音樂100大專輯將《金賢哲Vol.1》晉升至第12名。理由如下：
|  | 弱冠之年的天才扔下霹靂般的首張專輯。專輯中的flow被金賢哲完全控制，細膩幹練的樂曲質感與韓國感性互相融合。 |

2015年，〈鄰居(동네)〉成為熱門電視劇請回答1988插曲。

## 音樂作品

### 正規專輯
| 正規專輯 | 專輯資料                                                     | 曲目 |
| 1st      | 《金賢哲 Vol.1》 - 發行日期：1989年8月26日 - 語言：韓語      | 曲目 1. 오랜만에(好久不見) 2. 눈이 오는 날이면(如果下雪了) 3. 춘천가는기차(春川街的火車) 4. 아침향기(早晨香氣) 5. 동네 (鄰居)(電視劇請回答 1988插曲) 6. 비가 와(下雨了) 7. 나의 그대는(你是我的) 8. 형(哥) |
| 2nd      | 《32度C的夏日》 - 發行日期：1992年 - 語言：韓語              | 曲目 1. 32℃의 여름(32度C的夏日) 2. 그런대로(將就) 3. 까만치마를 입고(穿黑色裙子) 4. 눈싸움하던 아이들(打雪仗的孩子們) 5. 사과나무(蘋果樹) 6. 연습실에서(在練習室) 7. 누구라도 그런지(不管是誰) 8. 나나나(NaNaNa) |
| 3rd      | 《從橫溪回來的傍晚》 - 發行日期：1993年11月1日 - 語言：韓語  | 曲目 1. 횡계에서 돌아오는 저녁(從橫溪回來的傍晚) 2. 우리 언제까지나(我們永遠在一起) 3. 달의 몰락(月落) 4. 음악은(音樂是) 5. 언제나 그댈(無論何時都對你) 6. 오늘이 밤이(今夜) 7. 결혼X(이른나이-늦은나이) 힘든나이 8. 진눈깨비(雨雪) 9. 우리 언제까지나 (CD Bonus Track) 10. 달의 몰락 (CD Bonus Track) |
| 4th      | 《Who Stepped On It》 - 發行日期：1995年11月1日 - 語言：韓語 | 曲目 1. Street Performer(街頭藝人) 2. 왜 그래(怎麼了) 3. 나를...(我...) 4. 물망초(勿忘草) 5. Who Stepped On It(Feat. 솔리드) 6. 오늘이 밤이(今夜) 7. 그지?(是吧?) 8. 아주 오래전 일이지(很久以前的事) 9. 늘 그렇지 (總是這樣) 10. It`s Raining II |
| 5th      | 《冬夜冬朝》 - 發行日期：1996年10月29日 - 語言：韓語         | 曲目 1. 연극이 시작되기 전(開戲前) 2. 일생을(一生) 3. 그렇더라도(即使如此) 4. 내가 뭐랬니(我說了甚麼) 5. Ballon Party (Feat. 한충완) 6. 크리스마스에는 축복을 (Feat. Children)(聖誕節的祝福) 7. 크리스마스이브(With. 임상아)(平安夜)(with林尚雅) 8. 동야동조(冬夜冬朝) 9. 아무것도 되는게 없어 (什麼都沒有了) 10. TV에서 보는 그대 모습은 11. 연극이 끝나고 난 후(Feat. 낯선 사람들)(劇終之後) |
| 6th      | 《...》 - 發行日期：1998年11月1日 - 語言：韓語               | 曲目 1. La Quinta 2. 거짓말도 보여요(看見謊言) 3. 무슨 말로 어떻게(怎麼說) 4. 내가 못난 때문인걸요(是因為我醜陋) 5. 혹시나, 어쩌면, 만약에(或許，也許，如果) 6. 아침의 그 노래는(清晨的那首歌) 7. 그대 내게 행복을 주는 사람 (Feat. 여행스케치)(你是給我幸福的人) 8. 서울도 비가 오면 괜찮은 도시(首爾如果下雨的話也是不錯的城市) 9. 얘기 (Feat. 이세준 of 유리상자)(故事)(Feat.李世俊of 玻璃箱子) 10. 이게 바로 나에요 (Feat.유희열)(這就是我)(Feat.柳喜烈) |
| 7th      | 《愛上一個人是瘋了》 - 發行日期：1999年5月11日 - 語言：韓語  | 曲目 1. 연애(戀愛) 2. 사랑에 빠졌네(墜入愛河) 3. 이 길은 언제나(這條路永遠在) 4. 잘못하고 있는 일(錯了) 5. 어느 누군가를 사랑한다는 건 미친 짓이야 (Let It Out) (愛上一個人是瘋了) 6. 하물며 (Feat. 윤사라)(何況) 7. 사과나무(蘋果樹) 8. Rhythm Of Emotion (Feat. 신재홍) 9. 그렇더라도 (Feat. 최원석)(儘管如此) 10. Where Are You 11. Lullabye For 엄마(媽媽) 12. 영혼까지 기억되도록 (Eternal Memory)(讓靈魂記住) 13. 연애 (Radio Edit) |
| 8th      | 《...還有金賢哲》 - 發行日期：2002年3月12日 - 語言：韓語     | 曲目 1. Loving You (Feat. 金賢哲) 2. It Is Love (Feat.애즈 원) 3. 그 보다 더 (Feat. 박효신)(比這個更加)(Feat.朴孝信) 4. 봄이 와 (Feat. 롤러코스터)(春天來了) 5. 봄이 와(Reprise)(春天來了) 6. 어부의 아들 (Feat. 박완규)(漁夫的兒子(Feat.朴完圭)) 7. Going To Paradise (Feat. 지영선) (Feat.池英善) 8. Believe What I Say (Feat. 옥주현) 9. We All Need A Lifetime (Feat. 불독맨션) 10. Why Can't We (Feat. 이소정)(Feat.李素貞) 11. 사랑하오 (Feat. 윤상) (Feat.尹尚) 12. You Know Why (Feat. 김광진) (Feat.金光鎮) 13. Caribbean Cruise (inst.) (Feat. 봄여름가을겨울)(Feat.春夏秋冬) |
| 9th      | 《Talk About Love 》 - 發行日期：2006年12月21日 - 語言：韓語 | 曲目 1. Wonderful Radio 2. 결혼도 못하고(不能結婚) 3. Talk About Love 4. 그 언젠가는 (유학)(總有一天(留學)) 5. 돌아와줘요(回來吧) 6. Kelly 7. 노을 복숭아 8. Espresso Macchiato 9. 상처(傷口) 10. Kiss And Say Goodbye |

### 迷你專輯
| 迷你專輯 | 專輯資料                                                       | 曲目 |
| 1st      | 《Fe`s 10th - Preview》 - 發行日期：2019年5月23日 - 語言：韓語 | 曲目 1. Drive (feat.George) 2. 愛一個人 (feat.華莎, 輝人) 3. Tonight Is The Night (feat.SOLE) 4. 熱心 5. Wedding Waltz (feat.屋頂月光) |

### 電影音樂
- 1992年電影《你心中的藍色》OST製作人
- 1994年電影《到霓虹燈裏去玩》OST製作人
- 2000年電影《時越愛》(中譯: 觸不到的戀人)OST 製作人
- 2007年電影《我的父親》OST製作人

### 專輯製作人
- 李素羅第1張專輯、第2張專輯、第4張專輯製作人
- 張慧珍第2張專輯製作人

### 參與歌曲
- 李素羅〈我幸福〉、〈提議〉、〈求婚〉
- 李素羅&朴孝信〈It's gonna be rolling〉
- 李素羅&李文世〈只知道开玩笑〉
- 朴正炫〈永遠記住〉
- IU〈EVERYTHING'S ALRIGHT〉
- M.C THE MAX〈最後的呼吸聲〉
- 張慧珍〈1994年某個深夜〉(作詞)
- The One〈I DO〉、〈Binada〉
- The One&太妍〈You bring me joy〉之外還有400多首

## 獎項
- 1993年SKC唱片大獎本賞
- 1993年首爾歌謠大賞 編曲賞
- 1994年金唱片獎 音源本賞——〈月色落下〉
- 1994年韓國影像音樂大賞
- 2000年今天的年輕藝術家獎
- 2016年MBC演藝大獎廣播部門優秀賞
- 2017年MBC演藝大獎情景喜劇部門男子優秀賞

## 外部連結
- 金賢哲30周年完整訪談人生(KBS NEWS) （页面存档备份，存于）